# Мушкетери двадцять років по тому
«Мушкетери двадцять років потому» — чотирисерійний художній телефільм, знятий об'єднанням «Союзтелефільм» (спільне радянсько-французьке підприємство «Москва», фірма-студія «Катран») за участі Одеської кіностудії за мотивами роману Александра Дюма-батька «Двадцять років по тому», продовження фільму «Д'артаньян і три мушкетери». Зйомки фільму розпочалися влітку 1990 року і проходили протягом десяти місяців у Талліні, Ленінграді та Одесі. У серпні 1991 року на студії «Рекорд-клас» були записані пісні для фільму у виконанні Ігоря Наджиєва. У 1992 році робота над фільмом (озвучення і монтаж) була закінчена, прем'єра відбулася на Центральному телебаченні в переддень Нового року.

## Сюжет
У неспокійний для Франції і себе особисто час перший міністр королівства Франції кардинал Мазаріні вимагає у королеви Анни Австрійської видати йому імена чотирьох друзів, які успішно допомагали їй у боротьбі проти кардинала Рішельє.
Під тиском Мазаріні королева Анна називає ім'я Д'артаньяна, лейтенанта королівських мушкетерів. Мазаріні викликає Д'артаньяна і наказує йому розшукати Атоса, Портоса і Араміса, щоб повернути їх до себе на службу. Але Д'артаньяну вдається виконати доручення Мазаріні лише частково: до нього приєднується лише далекий від політики Портос, який став багатим поміщиком дю Валлоном. Атос, який на той час займався вихованням свого сина Рауля, та Араміс, який став абатом Д'Ербле, знаходяться на стороні ворожої кардиналу Фронди, очолюваної герцогом Бофором, що перебував в ув'язненні. Так колишні друзі тимчасово виявляються супротивниками. Та шляхи їх перетинаються вже з втечею герцога Бофора з Венсенського замку. Однак дружба — сильніше політичних інтриг. І коли Мордаунт, син підступної леді Вінтер, має намір помститися мушкетерам за смерть своєї матері, відважна четвірка знову возз'єднується.
Їх новий супротивник, Мордаунт, не занадто педантичний у виборі засобів для усунення своїх ворогів. Першою метою його помсти стає кат з Лілля, який колись обезголовив міледі (і, крім того, підіслав найманих вбивць до Араміса). Перед смертю кат називає ім'я одного з тих людей, за замовленням яких він стратив міледі. Це ім'я — граф де Ла Фер, він же Атос. Дізнавшись ім'я Атоса, Мордаунт йде по його сліду і дізнається імена всіх інших. Четверо друзів вступають з ним, а також з паном де Жюссаком, який примкнув до них, своїм давнім ворогом, у боротьбу, яка завершиться перемогою над обома. І якщо син міледі від удару шпагою загине, то Жюссак, незважаючи на серйозне поранення, знову залишиться в живих. Відважним мушкетерам доведеться вступити в боротьбу і з самим кардиналом Мазаріні, яку перший міністр очікувано програє.

## В ролях
- Михайло Боярський —  Д'Артаньян
- Веніамін Смєхов —  Атос
- Валентин Смирнитський —  Портос
- Ігор Старигін —  Араміс  (озвучування Ігор Ясулович)
- Віктор Авілов —  Мордаунт
- Анатолій Равикович —  кардинал Мазаріні
- Аліса Фрейндліх —  Анна Австрійська
- Юрій Дубровін —  Ла Шене
- Катерина Стриженова —  Мадлен, господиня готелю
- Олексій Петренко —  Карл I
- Олег Бєлов —  Олівер Кромвель
- Арніс Ліцитіс —  лорд Вінтер, дядько Мордаунта  (озвучування Володимир Кузнєцов)
- Ольга Кабо — Марі Мішон / герцогиня де Шеврез
- Сергій Шнирьов —  Рауль де Бражелон, син Атоса і герцогині де Шеврез
- Павло Винник —  Ла Рамі
- Ігор Дмитрієв —  герцог Бофор
- Юрій Шерстньов —  Лілльський кат
- Олена Караджова —  королева Генрієтта
- Володимир Балон —  де Жюссак
- Вадим Кондратьєв —  Коменжа
- Борис Кащеєв —  Фламаран
- Лілія Іванова —  принцеса Генрієта
- Сергій Боярський —  Карл II в дитинстві
- Юлія Шолкова —  Луїза де Лавальер в дитинстві
- Віктор Павловський —  колишній суддівський
- Ерменгельд Коновалов —  слуга Портоса
- Яак Прийнтс — слуга Атоса
- Валентин Маслов —  господар трактиру в селі
- Лариса Луппіан —  черниця
- Василь Векшин —  головнокомандуючий армією Карла I
- Олександр Бараблін —  комісар Парламенту
- Інга Ільм —  служниця герцогині де Шеврез
- Євген Герчаков —  Ла Брюйер
- Валентин Букін —  дю Бертуа

## Знімальна група
- Автори сценарію: Георгій Юнгвальд-Хількевич, Георгій Ніколаєв
- Режисер: Георгій Юнгвальд-Хількевич
- Оператор: Олександр Носовський
- Художник-постановник: Лариса Токарєва
- Композитор: Максим Дунаєвський
- Автор текстів пісень: Леонід Дербеньов
- Аранжування — Светослав Лазаров
- Звукорежисер: Едуард Гончаренко
- Монтаж: Ірина Блогерман
- Художник по костюмах: Світлана Яновська
- Пісні виконують: Ігор Наджиев, Михайло Боярський
- Постановник трюків і фехтування: Володимир Балон за участю Віталія Василькова
- Піротехнік: В'ячеслав Логай
- Продюсери: Георгій Юнгвальд-Хількевич, Олег Ботогов, Юрій Конончук
- Майстер світла: Валерій Логвінов
- Директора картини: Олег Ботогов і Володимир Мальцев

## Пісні, що прозвучали у фільмі
- «Ангел-хранитель», виконує Ігор Наджієв[4] .
- «Пісня про матір», виконує Ігор Наджієв.
- «Наша честь», виконує Ігор Наджієв.
- «Я боюся цієї темряви», виконує Ігор Наджієв.
- «Що я без тебе?», виконує Ігор Наджієв.
- «Погоня», виконує Ігор Наджиев (не увійшла до фільму).
- «Причина бійки», виконує Ігор Наджієв (не увійшла до фільму).
- «Реггі про гроші», виконує Ігор Наджієв (до фільм увійшла лише мінусова фонограма пісні як фонова музики).
- «Пісенька мушкетерів» («Пора-пора-порадіемся»), виконує Михайло Боярський (фонограма 1978 року, звучить у заключній четвертій серії перед фінальними титрами фільму).

Запис пісень і музики до фільму була здійснена на студії «Рекорд-Клас» в 1991 році.
На відміну від першого фільму про мушкетерів (де за музику відповідав ВІА «Фестиваль»), тут повністю відсутня «жива» музика, все створено на синтезаторах Korg і Ensoniq і вже у стерео звучанні, яке тим не менш не було застосовано під час виробництва та випуску самого фільму. Навіть при виході DVD від «Великого плану» — звук залишився монофонічним, а картинка — не відновленою.
Саундтрек до фільму так і не був виданий виразно, хоча було декілька спроб включити пісні в різні альбоми:
1. Ігор Наджієв, альбом «Втрачена країна», 1994 р., Zeko Records, (видано на CD і MC)
2. Максим Дунаєвський, альбоми «Кращі пісні-1», 1996 р., Pavlin Records (видано на CD) і «Вакханалія азарту», 1997 р., Pavlin Records (видано на MC)
3. Музика і пісні з кращих кіно і телефільмів, збірник «Проданий сміх», 2002 р., Bomba Music (видано на CD)

## Місця зйомок
- Зйомки фільму почалися влітку 1990 року[1] і проходили в Талліні, Ленінграді,Одесі, Нарві, Івангороді, Білгород-Дністровському, Ялті, Петергофі та Павловську[2]
- Тронний зал у Великому Петергофському палаці — перша зустріч д'Артаньяна і Портоса. «Ермітаж» (павільйон в ансамблі Нижнього парку в Петергофі) — вечеря д'Артаньяна і Портоса.
- У Монастирі Святої Бригіти в Таллінні були зняті сцени: «Зустріч Атоса, Портоса, Араміса і Д'Артаньяна на Королівській площі після нічної погоні за герцогом де Бофором» (2-га серія), «Сцена дуелі Атоса і Араміса з де Жюссак і Фламараном на Монастирському кладовищі» (4-та серія).[5]
- У Замку Глена в районі Таллінна проходили натурні зйомки маєтку Портоса, коли д'Артаньян приїхав до нього[5].
- У замку Вазалемма на півночі Естонії знімали натурні сцени в маєток Атоса — замку Бражелон (1-я і 4-я серії).[5] Парк в маєток Атоса і внутрішні інтер'єри його замку — знімали в палаці Марлі.
- Секретарська кімната у Великому Петергофському палаці — «Зустріч Мордаунта і лорда Вінтера» (2-га серія).
- Вежа Товста Маргарита в Талліні — «Втеча герцога де Бофор з Венсенського замку» (2-га серія).
- В інтер'єрах Одеського національного академічного театру опери та балету була знята сцена на сходах з кардиналом Мазаріні, Ла Шене і де Жюссак (1-ша серія), а також д'Артаньян спускався по цих сходах, коли виходив з покоїв королеви (4-та серія).
- На сходах у Володимирському палаці Санкт-Петербурзі була знята «Зустріч д'Артаньяна і де Жюссак» (4-та серія).
- Шереметьєвський палац у Санкт-Петербурзі — у фільмі «палац герцогині де Шеврез».
- Під палацом Білосільських-Білозерських були відзняті «інтер'єри палацу Пале-Рояль» — сцени «Мазаріні в мушкетерському костюмі на сходах перед дзеркалом» (1-ша серія), "Арешт Атоса після зустрічі з королевою і Мазаріні "(4-та серія), " Примирення д'Артаньяна і Мазаріні "(4-та серія).
- Виборзький замок — натурні зйомки «Венсенської в'язниці»[6]. А ось сцени «в оранжереї Венсенського замку», де Портос та д'Артаньян захоплюють в полон Мазаріні, знімалися в оранжереї Таврійського саду в Санкт-Петербурзі[7].
- У Ялті знімалися сцени «На кораблі»[2].
- Дубовий кабінет Петра I у Великому Петергофському палаці — «Заарештований Карл I спостерігає за спорудженням помосту для власної страти з вікна», «Зустріч арештованого Карла I і Араміса» (3-тя серія)[6]. «Сцена страти Карла I» знімалася 13 жовтня 1990 року біля Великого Петергофського палацу.
- Куропаточна вітальня Великого Петергофського палацу — «Зустріч д'Артаньяна і королеви Анни Австрійської» (4-та серія)[6].

## Факти
- Під час зйомок фільму «Мушкетери двадцять років потому» Георгій Юнгвальд-Хількевич був змушений терміново виїхати лікуватися[3] в Америку і Михайло Боярський деякий час заміняв його і знімав цю картину як режисер[8].
- На відміну від першого фільму, під час зйомок фільму «Мушкетери двадцять років потому» Михайло Боярський, Веніамін Смєхов, Валентин Смирнитський та Ігор Старигін виявилися майже в тому віці, що і їх герої в романі[3].
- У реальності герцогиню де Шеврез звали НЕ Камілла, а Марія, і вона не була сестрою герцога де Бофор. Все, що їх пов'язувало — це Фронда. У романі Олександра Дюма їй було вже близько п'ятдесяти років, а актрисі Ользі Кабо до моменту початку зйомок (1990 рік) було всього двадцять два роки. Та ж ситуація і з герцогом де Бофором — в романі йому тридцять два роки, а грав його Ігор Дмитрієв вже понад шістдесят.
- Події не до кінця збігаються з книгою Олександра Дюма, особливо кінцівка фільму. Наприклад, в книзі Мордаунт, син міледі Вінтер, тоне в Ла-Манші, а у фільмі він випливає і продовжує мститися мушкетерам. Де Жюссак, який допомагає Мордаунту та служить Мазаріні, в книзі взагалі був відсутній, зате в книзі присутній інший персонаж першої частини — граф Рошфор.
- Вірного слугу і камердинера Мазаріні звали Бернуін. Колишній камердинер Людовика XIII Ла Шене в книзі взагалі був відсутній, та він і ніяк не міг бути при дворі, так як втратив свою посаду і був віддалений від двору ще в 1640 році, тобто до описуваних в романі Александра Дюма подій.
- Майбутньому королю Англії Карлу II на момент страти його батька Карла I було дев'ятнадцять років. Разом із тим у фільмі його грає зовсім ще маленький Сергій Боярський.
- У романі Мордаунт носив коротку стрижку, яку в той час носили пуритани, а у Віктора Авілова у фільмі довге волосся.
- У фільмі повністю відсутня лінія повстання в Парижі. Саме протиборство Фронди і Кардинала не з'являється, а лише побіжно згадується.
- Знімальну групу двічі обкрадали, вкравши весь реквізит. Директору картини Олегу Ботагову довелося домовитися з керівництвом місцевої колонії, і ув'язнені в короткі терміни відновили весь реквізит по фотографіях[9].
- На самому початку зйомок Михайло Боярський невдало впав з коня і зламав руку. Тому всі зйомки він провів у гіпсі, в рукавичці на лівій руці[9].
- Спочатку музику до фільму повинен був писати Олександр Градський[9]. Георгій Юнгвальд-Хількевич розповідає про це у своїй книзі «За кадром»: «Як гонорар Градський отримав вісімдесят тисяч. На ті часи сума величезна. За всю музику до обох фільмів — „Мушкетери двадцять років потому“ і „Таємниця королеви Анни, або Мушкетери тридцять років потому“. Але він не дав жодної ноти. І адміністрація картини зажадала від нього повернути гроші. Але не тут-то було. Ні музики, ні грошей. А весь сир-бор розгорівся через те, що я хотів, щоб рефреном „Пора-пора-порадіуемся…“ звучало. Градському не сподобалося, що крім його власних пісень, в картині буде звучати пісня іншого композитора. І тоді я в останній момент знову звернувся до Максима Дунаєвського. Хоча розумів, що Макс таку ж музику, як до „Трьох мушкетерів“, зробити вже не зможе. Макс написав хороші пісні і майже безкоштовно: як гонорар дирекція фільму вручила йому „Москвич-2141“. Дуже шкода, але музика до „Двадцять років потому“ все ж подією не стала»[3].
- Під час зйомок фільму «Мушкетери двадцять років потому» Михайло Боярський паралельно знімався на кіностудії «Ленфільм» у музичній картині Яна Фріда «Тартюф»[10].